# Schlossportal (Vic-sur-Seille)

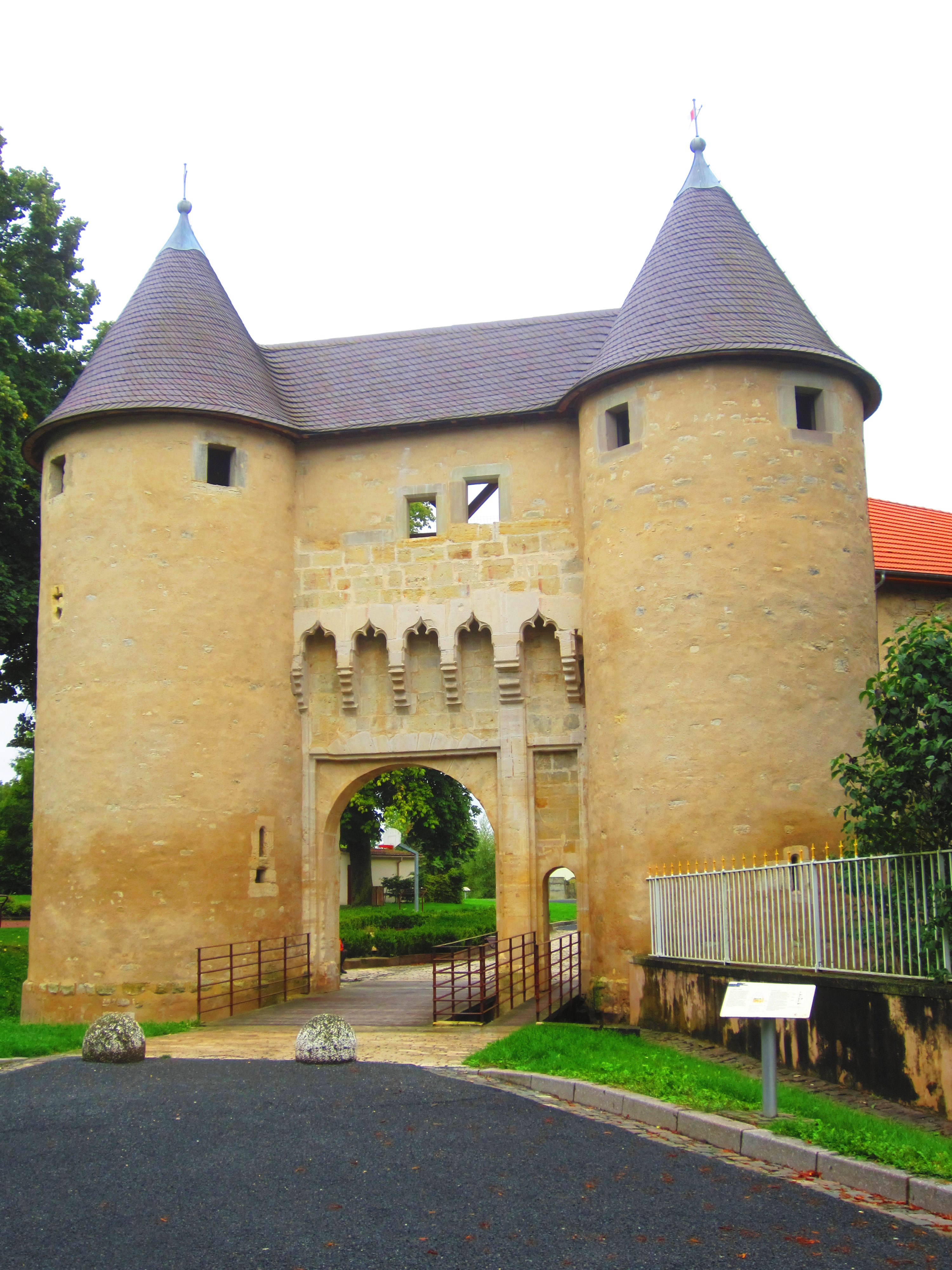
Schlossportal in Vic-sur-Seille (Außenseite)

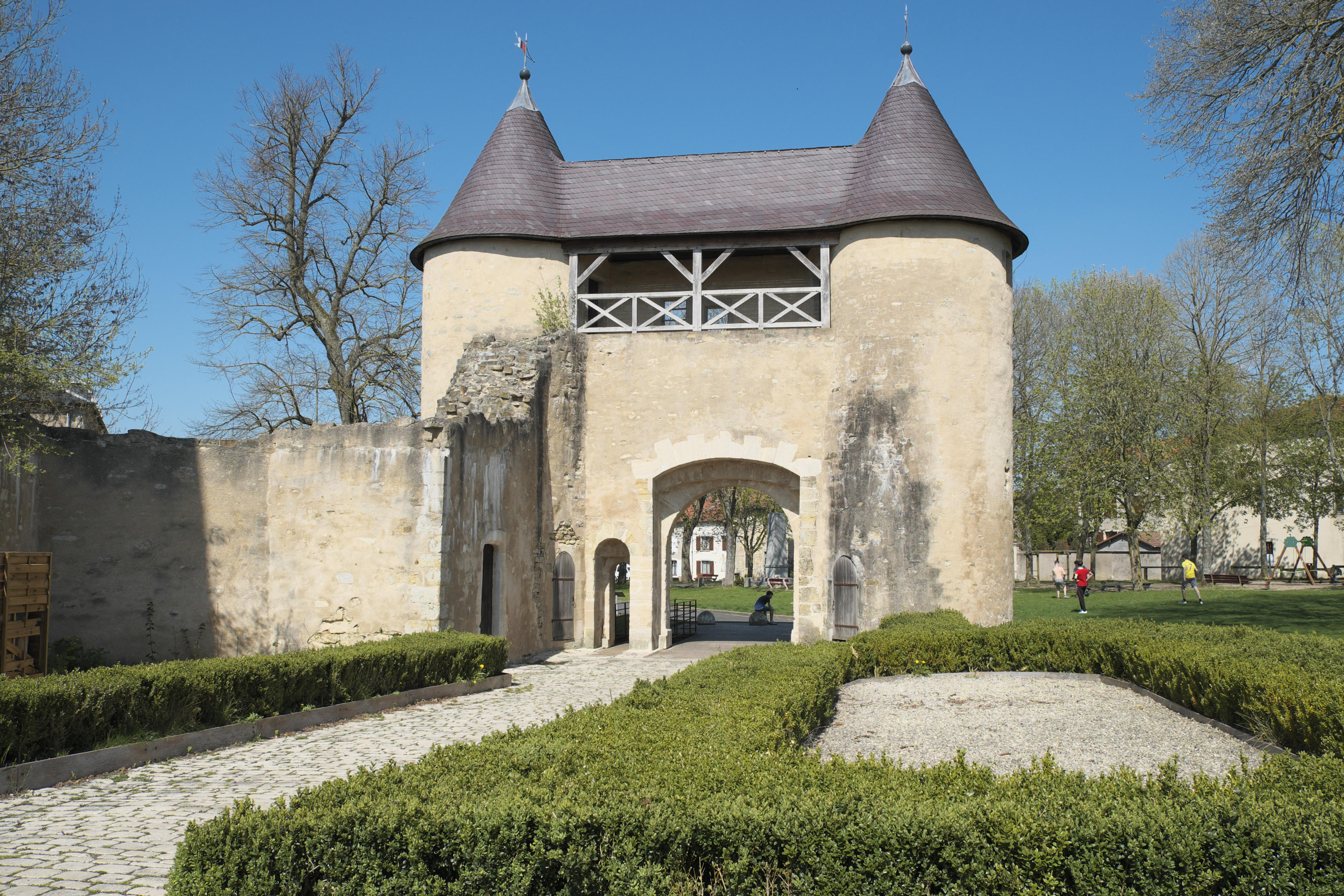
Innenseite

Das Schlossportal in Vic-sur-Seille, einer französischen Gemeinde Département Moselle in der historischen Region Lothringen, wurde im 14. Jahrhundert errichtet. Das Schlossportal wurde im Jahr 1930 als Monument historique in die Liste der Baudenkmäler in Frankreich aufgenommen.

## Geschichte
Das Schloss der Bischöfe von Metz entstand ab dem 12. Jahrhundert und wurde im 13. Jahrhundert vergrößert.
Unter dem Bischof Dietrich Bayer von Boppard (Bischof von 1365 bis 1384) wurden der Wassergraben angelegt, Türme erbaut und die Wohnräume vergrößert. Davon sind außer dem Portal nur noch kleine Reste erhalten.
Der Park der Anlage ist heute öffentlich.

## Portal
Das prächtige Portal des Schlosses, das einen wehrhaften Charakter aufweist, wurde unter dem Bischof Dietrich Bayer von Boppard in der zweiten Hälfte des 14. Jahrhunderts errichtet und ersetzte einen kleineren Vorgängerbau. Das Portal mit Pechnasen besaß eine Zugbrücke über dem Wassergraben.
Im Jahr 2008 wurde das Portal umfassend renoviert.